# Photographie argentique noir et blanc
La photographie argentique noir et blanc est la technique qui permet de fixer sur papier des images en noir et blanc en utilisant la lumière réfléchie par un objet ou une scène que l'on veut représenter.
Les étapes principales sont la prise de vue photographique, le développement et le tirage photographique.
Cet article décrit de manière générale le matériel utilisé et les étapes de la photographie argentique noir et blanc. Pour plus de détails, se référer aux pages dédiées à la prise de vue, le développement ou le tirage.

## La vision du noir et blanc

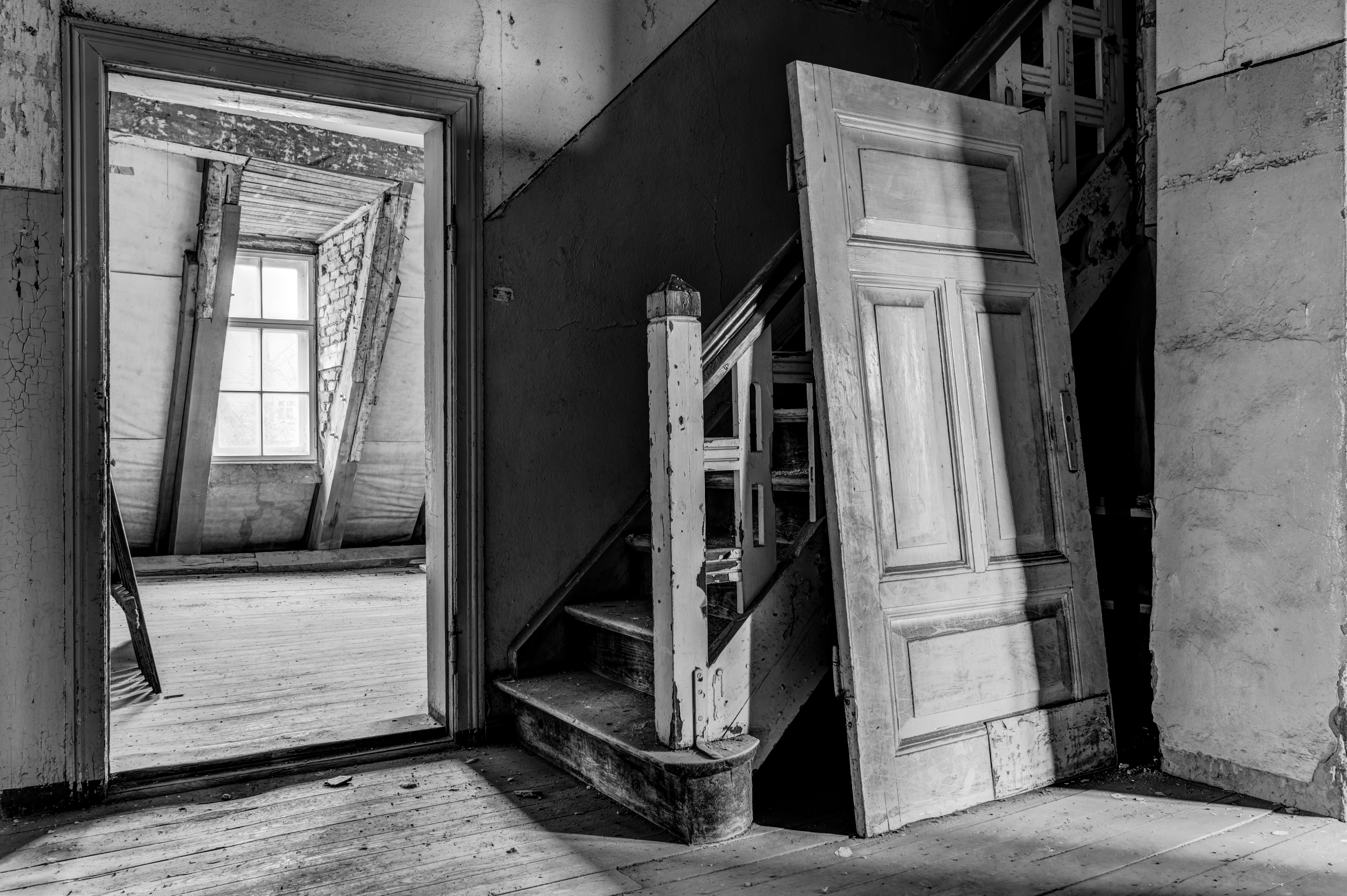
photographie noir et blanc

Le photographe qui utilise des films en couleurs se concentre sur la lumière mais aussi sur l'arrangement des tons ou couleurs de la photographie.
 En photographie noir et blanc, les couleurs étant retranscrites en niveaux de gris, la lumière joue un rôle plus important, la vision est par conséquent différente. Les scènes aux luminosités singulières seront mieux mises en valeur que les scènes très colorées.
 Voici quelques exemples illustratifs :
- des troncs à contre-jour un matin brumeux d'hiver seront davantage mis en valeur en noir et blanc qu'en couleur. Il en est de même si les rayons sont perpendiculaires à l'angle de champ du photographe et qu'ils traversent la photographie dans un brouillard épais
- un parterre de feuilles d'automne aux multiples couleurs sera en revanche mieux mis en valeur en couleur. L'utilisation d'un film noir et blanc ne rendrait que des tons voisins de gris au tirage.

Toutefois cela n'empêche pas le photographe de prêter attention aux deux éléments, lumière et couleur, qu'il fasse des photographies en noir et blanc ou couleur. Au contraire, il est important de comprendre comment ces éléments sont respectivement retranscrits selon le type de photographie choisi.

## Le matériel

### L'appareil photographique argentique
Le terme argentique désigne en fait les émulsions d'halogénure d'argent utilisées par les pellicules (noir et blanc ou couleur) et non l'appareil photographique en lui-même. Il désigne donc la photographie qui est pratiquée avec des pellicules en opposition à la photographie numérique qui n'en utilise pas.
La photographie argentique se pratique donc tout simplement avec un appareil photographique non numérique.

### Les pellicules noir et blanc
Les premières pellicules photographiques (ou films) ne permettaient que la photographie en noir et blanc. Aujourd'hui les pellicules couleur existent bien entendu.
De nombreux types de pellicules noir et blanc existent (voir Liste des films photographiques), chacune avec des caractéristiques particulières. Le choix de la pellicule dépend majoritairement de ce que le photographe souhaite faire (photo de jour, nuit, paysage…).
La caractéristique principale est la sensibilité d'une pellicule. Mesurée en ISO, la sensibilité d'un film varie de 25 à 3200 en noir et blanc. La sensibilité du film est corrélée à sa finesse du grain (la taille des grains d'argent qui constituent l'image), et donc à la finesse des plus fins détails qui peuvent être reproduits. Plus la sensibilité est élevée, plus la granulation est grossière.
Il est possible d'augmenter la sensibilité pratique d'un film en prolongeant sa durée de développement. C'est ce que l'on appelle un « développement poussé ». Cependant, cette augmentation de sensibilité s'accompagne non seulement d'une augmentation du grain mais aussi d'une augmentation du contraste et une diminution de la latitude de pose.

### Les filtres
En photographie des filtres peuvent être utilisés lors de la prise de vue ou lors du tirage photographique.

#### Filtres utilisés lors de la prise de vue
Il existe différents types de filtres (liste non exhaustive) :
- Les filtres polarisants permettent d'intensifier le bleu du ciel, renforcer le contraste ou encore faire ressortir les couleurs les plus vives.
- Les filtres couleurs permettent de faire varier le contraste en jouant sur l'absorbance d'une certaine couleur.
- Les filtres dégradés présentent un dégradé allant d'une partie transparente à une partie colorée. Permet lors de photographies de paysages de faire ressortir le ciel.
- Les filtres gris neutre servent à réduire la quantité de lumière reçue par l'appareil afin d'avoir un temps de pose plus long.

Les filtres de couleurs sont principalement utilisés pour la pratique du noir et blanc. Ils sont généralement jaune, orange, rouge, vert ou bleu (ou encore jaune-vert). Leur principe est simple. Les filtres sont plus transparents à la lumière de leur couleur, ils éclaircissent donc les éléments de leur couleur et assombrissent ceux de leur couleur complémentaire. Un filtre rouge par exemple éclaircira le rouge et assombrira le bleu.
L'action des filtres en noir & blanc dépend également de la nature de l'émulsion utilisée. Jadis il existait deux types principaux d'émulsion :
- l'émulsion orthochromatique, insensible au rouge et qu'on pouvait équilibrer partiellement avec un filtre vert ;
- l'émulsion panchromatique en théorie sensible, de façon égale, à toutes les couleurs.

Depuis les années 1950, l'orthochromatique n'est plus guère utilisée et c'est le type panchromatique que l'on trouve partout. Mais on trouve aussi des émulsions dites "infra-rouge" et dans le cas de l'utilisation de celles-ci, des filtres spéciaux sont à utiliser pour obtenir le rendu particulier que l'on attend d'elles.

#### Filtres utilisés lors du tirage
Si aucun filtre n'a été utilisé lors de la prise de vue, il est possible d'utiliser des filtres lors du tirage photographique. Lors du tirage, le négatif est éclairé afin d'être projeté sur du papier photographique. C'est donc cette fois la lumière de l'éclairage (généralement éclairage au tungstène) qui est filtrée et le papier utilisé qui réagira différemment selon le filtre afin de créer différents contrastes.
Les contrastes (ou grades) obtenus sont généralement échelonnés de 0 (contraste faible) à 5 (contraste fort) par demi-grade. La lumière provenant d'un éclairage au tungstène étant composée de lumière verte et de lumière bleue la couleur des filtres va du jaune soutenu au magenta profond.

## Les principales étapes

### La prise de vue
La prise de vue est la première étape de la photographie argentique, c'est l'enregistrement d'une image (scène, portrait, paysage...) sur la pellicule d'un appareil photo. Même si des retouches peuvent être effectuées sur les photographies lors du tirage, c'est lors de la prise de vue que le photographe oriente sa photo en choisissant le sujet, le cadre et les paramètres d'expositions (temps de pose,ouverture).

### Le développement
Lorsqu'une pellicule a été exposée, il faut la développer afin de pouvoir l'utiliser pour tirer des photos. Le processus de développement rend la pellicule insensible à la lumière et fixe l'image. Cela permet d'obtenir un négatif que l'on peut observer à la lumière du jour (sans détériorer l'image). Le négatif est nécessaire pour effectuer un tirage photographique.

### Le tirage photographique
Le tirage permet de transposer l'image se trouvant sur le négatif sur une feuille de papier photographique. Le principe est le même que celui de la capture d'image sur la pellicule photo.
L'intérêt du tirage est de pouvoir agrandir, ou encore retoucher, les images du négatif et d'avoir le résultat sur format papier.

## Les maîtres du noir et blanc
Il conviendrait de distinguer les photographes ayant maîtrisé plus particulièrement la technique alors que c'était la seule disponible  de ceux ayant choisi celle-ci après l'apparition de la couleur.
- Ansel Adams
- Richard Avedon
- Bill Brandt
- Robert Capa
- Henri Cartier-Bresson
- Claude Dityvon
- Robert Doisneau
- Walker Evans
- Robert Frank
- Lewis Hine
- Yousuf Karsh
- Michael Kenna
- André Kertész
- Robert Mapplethorpe
- Don McCullin
- Félix Nadar
- Helmut Newton
- Irving Penn
- Conrad Poirier
- Willy Ronis
- Pentti Sammallahti
- Sebastião Salgado
- W. Eugene Smith
- Paul Strand
- Josef Sudek
- Jean-Louis Swiners
- Gabor Szilasi